# Theodor Bușniță
Theodor Bușniță (n. 11/24 august 1900, Chișinău – d. 22 august 1977, București) a fost un hidrobiolog, ihtiolog și histolog român.

## Biografie
A fost membru corespondent al Academiei Române.
A fost membru corespondent al Academiei de Științe din România începând cu 21 decembrie 1935. A avut un singur copil pe nume Bușniță Magdalena.